# Estniska huset

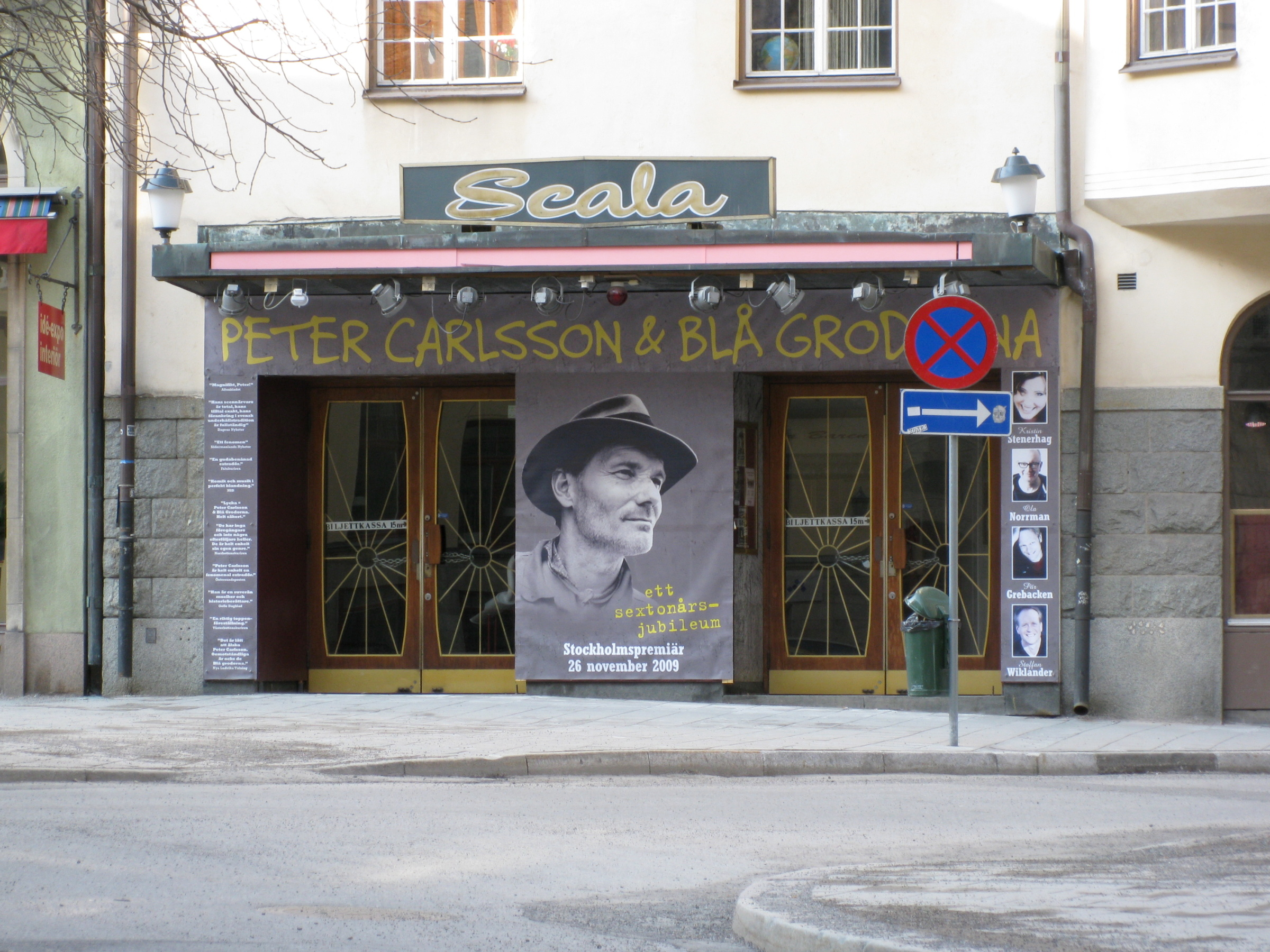
Estniska huset.

Estniska huset (estniska: Eesti Maja) är en fastighet nära Norra bantorget i Stockholm, med adress Wallingatan 32–34, som sedan 1970 tillhör AB Eesti Maja – Estniska huset. Det första estniska huset, som Eesti Maja köpte 1958, låg på Regeringsgatan 24, vid hörnet av Kocksgränd, och exproprierades av Stockholms stad år 1970, inför Norrmalmsregleringen.
Byggnaden på Wallingatan 32–34 ritades av Sam Kjellberg och färdigställdes 1915. Fastigheten inrymde redan från början både bostäder och lokaler. Arkitekten Rein Körgma ansvarade för omformningen av delar av fastigheten för föreningsverksamhet efter att Eesti Maja tagit över huset år 1970.
Flera städer i världen har ett motsvarande Estniskt hus eller Eesti Maja, med en liknande verksamhet som det Estniska huset i Stockholm bedriver. Estniskt hus finns till exempel i New York, Toronto, London och Helsingfors. Initiativtagare har ofta varit ester i exil, under Sovjetunionens ockupation av de baltiska länderna. 

## Verksamheter i Estniska huset
Estniska husets lokaler har genom åren använts regelbundet av sångkörer, en tennisklubb, bridgespelare, filatelister, estniska etnografiska föreningen Triinu, många olika slags intressegrupper samt akademiska, kulturella, vetenskapliga och humanitära organisationer. Det finns också privatbostäder och en teaterlokal i fastigheten.
På andra våningen finns en stor sal, som vid behov kan delas med vikväggar. Här finns också en scen, konferensutrustning, en utställningslokal, ett mindre mötesrum, som kallas presidentrummet, med foton på Estlands presidenter, en garderob, ett kafé samt ett kök med biutrymmen. 
Följande verksamheter disponerar lokaler i huset:
- AB Eesti Maja - Estniska Huset
- Estniska Kultursamfundet
- Estniska Förskolan[4], med plats för tjugo barn
- Sverigeesternas Riksförbund REL[5]
- Estniska Lutherska Församlingen (Estniska evangelisk-lutherska kyrkan)
- Estnisk-Svenska Handelskammaren
- Akademiska Sällskapet EÜS
- Korporationen Fraternitas Estica
- Korporationen Sakala
- Estniska Kvinnliga Studentsällskapet ENÜS
- Estlandssvenskarnas kulturförening SOV

## Scalateatern
I Eesti Majas hus på Wallingatan finns också Scalateatern. Teaterlokalen invigdes i det nyuppförda huset 1915 ursprungligen som biograf, under namnet Pallas-Teatern. Den byggdes om 1934 under ledning av "biografarkitekten" Björn Hedvall. Under åren 1934-1940 fanns biografen Carlton inrymd i lokalen. Lokalen omdöptes till Scalateatern i samband med att Sandrews övertog den år 1941. Fria Proteatern var verksam i lokalen 1974-1990. Scalateatern är idag en av Stockholms få privatteatrar och drivs sedan den 10 juni 2014 av Henrik Dorsin, Michael Lindgren, Conrad Nyqvist och Tova Nyqvist. Förutom själva teaterlokalen disponerar Scalateatern ett biljettkontor, och från 2015 också lokaler för sin jazzbar, på källarvåningen. Fram till 2015 användes källarlokalen av den estniska ungdomsorganisationen Estetic.

## Historik
Förslaget att antingen förvärva eller bygga ett estniskt hus "för att skapa ett hem för estniska organisationer" togs redan 1948 av företagaren Ernst Seim på ett möte med exilester i Stockholm. Frågan gick i stå den gången, men väcktes igen i januari 1953, då av Estniska Företagarföreningen i Sverige. År 1954 bildades en kommitté, som samma år bildade aktiebolaget Eesti Maja, som skulle ta sig an projektet. Den första styrelsen leddes av Ernst Seim. För att samla in aktiekapitalet 100 000 kronor sålde man aktier med nominalvärdet 100 kronor, som även kunde köpas på avbetalning. Till året 1958 hade man fått ihop ett kapital på 140 000 kronor.
Den 31 januari 1958 köpte Eesti Maja en fastighet till ett pris av 825 000 kronor på en friköpt tomt på Regeringsgatan 24. Som hyresgäst i huset fanns bland annat en möbelaffär. Det officiella öppnandet för den estniska allmänhetens verksamheter skedde den 27 december 1958, efter att husets renoverats. Estniska Dagbladet, den estniska arkitekten Jan Allpere och ingenjören Karl Männi installerade sig tidigt i huset. Aktiebolaget Eesti Maja behöll för eget bruk 120 m2, som bland annat inrymde fest- och möteslokaler, ett kafé och den lutherska församlingens kansli. Man skulle också bereda utrymme för ungdomsverksamhet, scouter och olika hobbygrupper.
I maj 1969 kom beskedet att staden skulle expropriera huset inför en ny stadsplan som förutsatte rivning och ombyggnad av stora delar av Norrmalm. Genom ett förlikningsavtal i juni 1970 fick man 2,3 miljoner kronor för fastigheten. 
Den 19 augusti 1970 undertecknades köpeavtalet Eesti Majas nuvarande fastighet Lindbacken 4, på Wallingatan 32–34. Fastigheten ligger på en tomt om 1121 m2 och två byggnader, ett sex- och ett femvåningshus, med sammanlagt tre trapphus. Fastigheten inrymde bostäder och byggdes om för att kunna användas för föreningsverksamhet. Det nya Estniska Huset invigdes den 29 december 1971.